# جيم دوسن
جيم دوسن (بالإنجليزية: Jim Dawson)‏ هو كاتب أمريكي، ولد في 10 سبتمبر 1944 في باركرسبورغ في الولايات المتحدة.